# Damian Marley
Damian Robert Nesta Marley (Kingston, 21 juli 1978) is een Jamaicaans reggae-artiest. Hij is een zoon van de reggae-legende Bob Marley en Cindy Breakspeare, de Miss World van 1976. Hij is beter bekend als Damian "Junior Gong" Marley.

## Biografie
Marley begon op zijn 13e met optreden voor publiek. In 1995 sloot hij een contract bij de platenmaatschappij Tuff Gong van wijlen zijn vader. Bij deze maatschappij bracht Marley een jaar later zijn debuutalbum Mr. Marley uit. In 2002 kwam Halfway Tree uit. Hij won hiermee een Grammy voor beste reggae-album.
In 2010 bracht Marley samen met rapper Nas het album 'Distant Relatives' uit. Het album bevat vooral teksten over armoede, voorouders en oproepen aan Afrika. In de VS ging het in de eerste week 57.000 keer over de toonbank en behaalde het de vijfde plek in de Billboard 200.

## Discografie

### Albums
| Album met eventuele hitnotering(en) in de Nederlandse Album Top 100 | Datum van verschijnen | Datum van binnenkomst | Hoogste positie | Aantal weken | Opmerkingen                  |
| ------------------------------------------------------------------- | --------------------- | --------------------- | --------------- | ------------ | ---------------------------- |
| Mr. Marley                                                          | 1996                  | -                     |                 |              | als Damian "Jr. Gong" Marley |
| Educated fools                                                      | 2000                  | -                     |                 |              | als Damian "Jr. Gong" Marley |
| Halfway tree                                                        | 2002                  | -                     |                 |              | als Damian "Jr. Gong" Marley |
| Welcome to Jamrock                                                  | 2005                  | 12-11-2005            | 58              | 13           | als Damian "Jr. Gong" Marley |
| Distant relatives                                                   | 14-05-2010            | 22-05-2010            | 65              | 2            | met Nas                      |
| Stony hill                                                          | 2017                  |                       |                 |              | als Damian "Jr. Gong" Marley |

| Album met hitnotering(en) in de Vlaamse Ultratop 200 albums | Datum van verschijnen | Datum van binnenkomst | Hoogste positie | Aantal weken | Opmerkingen |
| ----------------------------------------------------------- | --------------------- | --------------------- | --------------- | ------------ | ----------- |
| Distant relatives                                           | 2010                  | 29-05-2010            | 70              | 5            | met Nas     |

### Singles
| Single met eventuele hitnotering(en) in de Nederlandse Top 40 | Datum van verschijnen | Datum van binnenkomst | Hoogste positie | Aantal weken | Opmerkingen                                                                  |
| ------------------------------------------------------------- | --------------------- | --------------------- | --------------- | ------------ | ---------------------------------------------------------------------------- |
| Welcome to Jamrock                                            | 2005                  | 22-10-2005            | top10           | -            | als Damian "Jr. Gong" Marley / Nr. 76 in de Single Top 100                   |
| There fore you                                                | 2005                  | -                     |                 |              | als Damian "Jr. Gong" Marley                                                 |
| The master has come back                                      | 2005                  | -                     |                 |              | als Damian "Jr. Gong" Marley                                                 |
| Road to Zion                                                  | 2006                  | -                     |                 |              | als Damian "Jr. Gong" Marley / met Nas                                       |
| Beautiful                                                     | 2006                  | -                     |                 |              | als Damian "Jr. Gong" Marley / met Bobby Brown / Nr. 86 in de Single Top 100 |
| Liquor store blues                                            | 28-03-2011            | -                     |                 |              | met Bruno Mars                                                               |
| Make it bun dem                                               | 16-04-2012            | -                     |                 |              | als Damian "Jr. Gong" Marley / met Skrillex                                  |

| Single met hitnotering(en) in de Vlaamse Ultratop 50 | Datum van verschijnen | Datum van binnenkomst | Hoogste positie | Aantal weken | Opmerkingen                                 |
| ---------------------------------------------------- | --------------------- | --------------------- | --------------- | ------------ | ------------------------------------------- |
| Make it bun dem                                      | 2012                  | 12-05-2012            | 15              | 19           | als Damian "Jr. Gong" Marley / met Skrillex |